# Sojus TMA-20

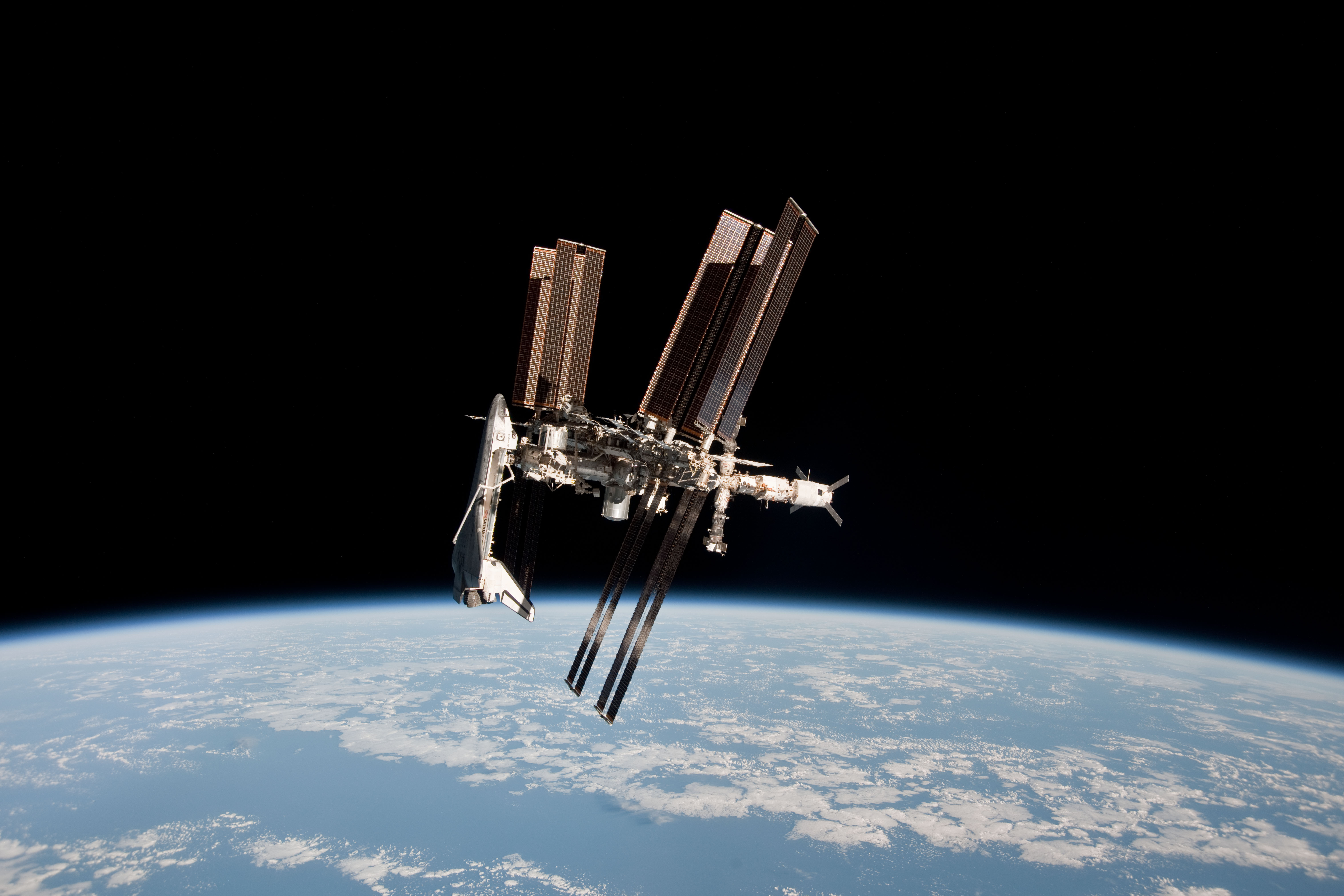
Die ISS mit der angedockten Endeavour, fotografiert von Paolo Nespoli im Sojus TMA-20 Raumschiff.

Sojus TMA-20 ist die Missionsbezeichnung für einen Flug des russischen Raumschiffs Sojus zur Internationalen Raumstation (ISS). Im Rahmen des ISS-Programms trägt der Flug die Bezeichnung ISS AF-25S. Es war der 25. Besuch eines Sojus-Raumschiffs an der ISS und der 131. Flug im Sojusprogramm.

## Besatzung

### Hauptbesatzung
- Dmitri Kondratjew (1. Raumflug), Kommandant (Russland/Roskosmos)
- Catherine Coleman (3. Raumflug), Bordingenieurin (USA/NASA)
- Paolo Nespoli (2. Raumflug), Bordingenieur (Italien/ESA)

### Ersatzmannschaft
- Anatoli Iwanischin (1. Raumflug), Kommandant (Russland/Roskosmos)
- Satoshi Furukawa (1. Raumflug), Bordingenieur (Japan/JAXA)
- Michael Fossum (3. Raumflug), Bordingenieur (USA/NASA)

Die Besatzungen wurden am 26. November 2010 von Roskosmos nochmals bestätigt.

## Transportschaden des Raumschiffs
Während des mehrtägigen Eisenbahntransports von der Fabrik der RKK Energija bei Moskau zum Startplatz in Kasachstan verrutschte das Raumschiff in seinem Container, wodurch der Hitzeschild verschoben wurde. Der Schaden wurde bei der Inspektion am 5. Oktober 2010 in Baikonur entdeckt. Nach eingehender Untersuchung wurde entschieden, die Rückkehrkapsel durch das Exemplar zu ersetzen, welches eigentlich für Sojus TMA-21 vorgesehen war. Diese wurde nach Baikonur eingeflogen, sodass sich nur eine Startverschiebung von zwei Tagen ergab.

## Missionsverlauf
Diese Mission brachte drei Besatzungsmitglieder der ISS-Expeditionen 26 und 27 zur Internationalen Raumstation. Das Raumschiff koppelte am 17. Dezember 2010 um 20:12 UTC nach einem zweitägigen Flug automatisch am Modul Rasswet an. Zwischenzeitlich kam es durch einen Kabelschaden am Boden zu einer Funkunterbrechung, so dass das dortige Reservesystem zur Kommunikation benutzt werden musste. Das Sojus-Raumschiff löste Sojus TMA-19 als Rettungskapsel ab. Dmitri Kondratjew übernahm drei Monate nach dem Start das Kommando an Bord der ISS.
Am 23. Mai 2011 um 21:35 UTC koppelte Sojus TMA-20 mit Kondratjew, Coleman und Nespoli an Bord ab. Damit begann auf der ISS die Expedition 28 mit Andrei Borissenko als Kommandant. Die Missionsleitung hatte im Voraus einer fotografischen Dokumentation des Komplexes aus ISS und Space Shuttle (STS-134) zugestimmt. Diese Aufgabe erledigte Paolo Nespoli vom Orbitalmodul des Sojus-Raumschiffes aus. Dabei wurde die ISS etwas gedreht, um verschiedene Blickwinkel zu erhalten.
Nachdem sich Sojus TMA-20 von der ISS entfernt hatte, wurde die Bremszündung um 1:36 UTC des Folgetags eingeleitet. Die Crewkapsel landete nach einem normalen Abstieg gegen 2:27 UTC bei warmem und sonnigem Wetter in der kasachischen Steppe 147 km südöstlich von Schesqasghan. „Das war eine Bilderbuchlandung für Dmitri Kondratjew, Paolo Nespoli und Cady Coleman“, sagte NASA-Kommentator Rob Navias, „Alle Systeme von Sojus TMA-20 funktionierten vorschriftsmäßig, es gab keinerlei Probleme.“